# Salganea papua
Salganea papua är en kackerlacksart som beskrevs av Robert Walter Campbell Shelford 1908. Salganea papua ingår i släktet Salganea och familjen jättekackerlackor. Inga underarter finns listade i Catalogue of Life.